# آرا (نویسنده ارمنی)
آرا (ارمنی: Արա؛ زادهٔ ۱۹۰۸ - درگذشته ۱۹۸۸) یک شاعر، مترجم و خواننده ارمنی‌تبار اهل ایران بود.

## زندگی‌نامه
وی با نام اصلی آرا تر-هوهانیسیان (ارمنی: Արա Տէր Յովհաննիսեան) در ۱۹۰۸ در تهران به دنیا آمد و از مدرسه هایکازیان فارغ‌التحصیل شد.  وی در در سن ۷۹ سالگی در تهران درگذشت.